# Population active

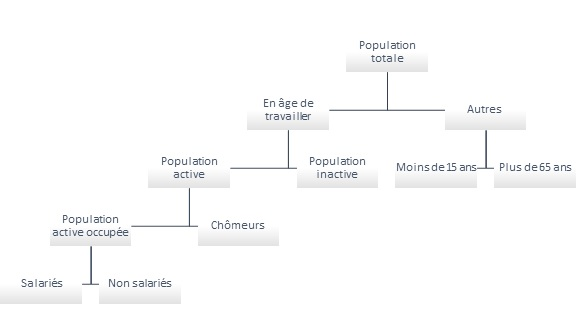
Organigramme logique définissant la population active

La population active se définit comme l'ensemble des personnes en âge de travailler disponibles sur le marché du travail.  
La population en âge de travailler est généralement définie comme l'ensemble des personnes ayant entre 15 et 64 ans. Selon certaines définitions, il s'agit parfois de l'ensemble des personnes de plus de 15 ans.
Est considérée comme population active occupée la part de la population en âge de travailler qui occupe un emploi (salarié ou non salarié). S'y ajoute l'ensemble des personnes recherchant un emploi qui correspond à la  population active non occupée .
Est considérée comme population inactive, l'ensemble des personnes en âge de travailler n'exerçant pas et ne recherchant pas d'emploi : personnes au foyer, étudiants, personnes en incapacité de travailler, bénévoles et rentiers. 
Une lecture logique de la notion peut être proposée comme dans le graphique ci-contre.
Il n’existe cependant pas de définition unique de la population active, qui peut ainsi différer selon les instituts, les organismes, et les pays,.

## Définitions

### Pour les organisations internationales, selon l'Organisation internationale du travail (OIT)
La population active est définie par l'Organisation internationale du travail  comme l'ensemble des personnes agées de plus de 15 ans et qui ont travaillé non bénévolement durant une semaine de référence. Les personnes ayant un emploi, mais ne l'exerçant pas pour différentes raisons, comme un congé maternité, ainsi que les chômeurs, font également partie de la population active.
La population active au sens du Bureau international du travail BIT regroupe la population active occupée et les chômeurs (ces deux concepts étant entendus selon les définitions BIT).  
D'autres organismes internationaux, tels qu'Eurostat, définissent la population active comme la somme des personnes sans emploi dans la classe d'âge des 15/74 ans et du total des personnes en emploi de plus de 15 ans (de 15 à 89 ans depuis 2021), avec des exceptions pour certains pays.  
Remarque
Une définition internationale a été adoptée en octobre 1982 dans le cadre de la 13e Conférence internationale des statisticiens du travail (CIST), paragraphe. 5

### En France selon l'Institut national de la statistique et des études économiques (INSEE)
Selon les publications de l'Insee, en plus de celle du BIT, deux principales définitions peuvent être retenues
L'Insee retient comme population active les actifs agés de 15 à 64 ans. Par ailleurs, deux sources existent pour mesurer et estimer l'emploi et le non emploi : les enquêtes effectuées dans le cadre du recensement de la population, les estimations effectuées sur la base des déclarations sociales réalisées par les employeurs et les travailleurs indépendants, ainsi que les fichiers de pôle emploi. Ces sources ne sont pas parfaitement concordantes.

#### Population active au sens du recensement de la population
La population active au sens du recensement de la population comprend les personnes qui déclarent être dans l'une des situations suivantes :
- exercer une profession (employé, fonctionnaire, travailleur indépendant ou chef d'entreprise) même à temps partiel ;
- être apprenti ou stagiaire rémunéré ;
- être chômeur à la recherche d'un emploi ou exerçant une activité réduite ;
- être étudiant ou retraité, mais occupant un emploi non bénévole ;
- être militaire du contingent (tant que cette situation existait).

Cette population correspond donc à la population active occupée à laquelle s'ajoutent les chômeurs à la recherche d'un emploi et les militaires du contingent tant que cette situation existait.
Ne sont pas retenues les personnes qui, bien que s'étant déclarées chômeurs, précisent qu'elles ne recherchent pas d'emploi. C'est ce qui distingue cette définition de la population active au sens du recensement de la population d'une définition utilisée antérieurement de population active spontanée (ou autodéclarée).

#### Population active au sens de la comptabilité nationale
La population active est définie, aux fins de la comptabilité nationale comme comprenant toutes les personnes des deux sexes au-dessus d'un âge déterminé qui fournissent, durant une période de référence spécifiée, la main-d'œuvre nécessaire aux activités de production (telles que retenues dans la définition de la production du système de comptabilité nationale, SCN). Elle comprend toutes les personnes qui remplissent les conditions pour être considérées comme personnes pourvues d'un emploi (salariés ou non salariés) ou comme chômeurs.
En comptabilité nationale, la population active résidente comprend les diplomates et militaires français à l'étranger, mais exclut les diplomates et militaires étrangers qui ont leur résidence habituelle en France.

### Concepts proches

#### Population en âge de travailler
La population en âge de travailler correspond dans la plupart des publications statistiques à l’ensemble de la population âgée de 15 à 64 ans. Cependant, certains pays et certains organismes internationaux, tels que l'UNESCO, ne retiennent pas de seuil supérieur et considèrent comme étant en âge de travailler toutes les personnes de plus de 15 ans. Les risques d'erreur de comparaison entre sources sont donc importants, d'autant plus que ces définitions ne correspondent généralement pas avec l'âge légal de la retraite dans chaque pays.

#### Population active occupée
Selon la définition de l'OIT, la population active occupée représente les personnes faisant partie de la population active, à l'exception des chômeurs.

#### Taux d'activité
Le taux d'activité d'une population (par exemple tous les individus de 35 à 44 ans) est la proportion d'actifs (individus actifs en emploi plus les chômeurs) dans cette population totale. En général, la population considérée est la population en âge de travailler (selon les critères, personnes de plus de 15 ans, ou entre 15 et 64 ans). Ainsi, le taux d'activité se calcule de la façon suivante :
| {\displaystyle {\text{Taux d'activit}}\mathrm {\acute {e}} {\text{ (en }}\%)={\frac {\text{population active}}{\text{population totale correspondante}}}\times 100} |

#### Taux d'emploi
Le taux d'emploi est la proportion de personnes disposant d'un emploi parmi celles en âge de travailler (15 à 64 ans). Le taux d'emploi reflète la capacité d'une économie à utiliser ses ressources en main-d'œuvre.

## En France

### Population active en France
- Actifs en âge de travailler(non employés ABCDE) (9 %)
- Inactifs en âge de travailler (17,6 %)
- Plus de 64 ans (19,91 %)
- Moins de 15 ans (18,52 %)
- Actifs en âge de travailler(employés secteur public) (8,45 %)
- Actifs en âge de travailler(employés secteur privé) (26,55 %)

En 2016, l'Insee distinguait, pour une population estimée de 66,2 millions d'habitants (France, hors Mayotte) :
La population en âge de travailler : 61,55 % de la population totale :
- actifs : 29 207 000 personnes (dont demandeurs d'emploi : 6 200 000, sans aucun emploi : 2 964 000, employés de la fonction publique : 5 600 000) ;
  - dont 43 % imposables (revenus supérieurs au seuil d'imposition) ;
  - et 57 % non-imposables (revenus inférieurs au seuil d'imposition) ;
- inactifs : 11 683 000 personnes
- taux d'activité (actifs/population en âge de travailler) : 71,4 %, dans la moyenne de l'Union européenne de 72,9 % (17e rang sur 28 états membres) ;
- le taux de 71,4 % se décompose ainsi : taux d'activité des femmes en France 67,6 % et taux d'activité des hommes en France 75,4 %.

La population n'étant pas en âge de travailler : 38,44 % de la population totale :
- plus de 64 ans : 13 146 259 personnes ;
- moins de 15 ans : 12 226 451 personnes.

Toutefois en 2020, 7,5 % des 65/69 ans, soit 288 000 personnes, déclaraient être toujours en situation d'emploi.

### Évolution de la structure de la population active
En France, entre 1970 et 2020, la population active employée (salariée et non salariée) est passée de 21,5 millions à 26,73 millions.
| Catégorie             | 1970       | 1980       | 1990       | 2000       | 2011       | 2020       |
| --------------------- | ---------- | ---------- | ---------- | ---------- | ---------- | ---------- |
| Agriculture           | 2 535 000  | 1 702 000  | 1 147 000  | 820 000    | 645 000    | 670 000    |
| Industrie             | 5 665 000  | 5 467 000  | 4 711 000  | 4 196 000  | 3 396 000  | 3 616 000  |
| Construction          | 2 012 000  | 1 907 000  | 1 692 000  | 1 474 000  | 1 723 000  | 1 808 000  |
| Tertiaire             | 11 313 000 | 13 586 000 | 15 708 000 | 18 616 000 | 20 572 000 | 20 640 000 |
| Total actifs employés | 21 525 000 | 22 661 000 | 23 257 000 | 25 106 000 | 26 336 000 | 26 734 000 |
| Chômage               | 550 000    | 1 276 000  | 1 976 000  | 2 239 000  | 2 604 000  | 2 700 000  |

La répartition par secteurs d'activité économique a été grandement modifiée dans les 50 dernières années.

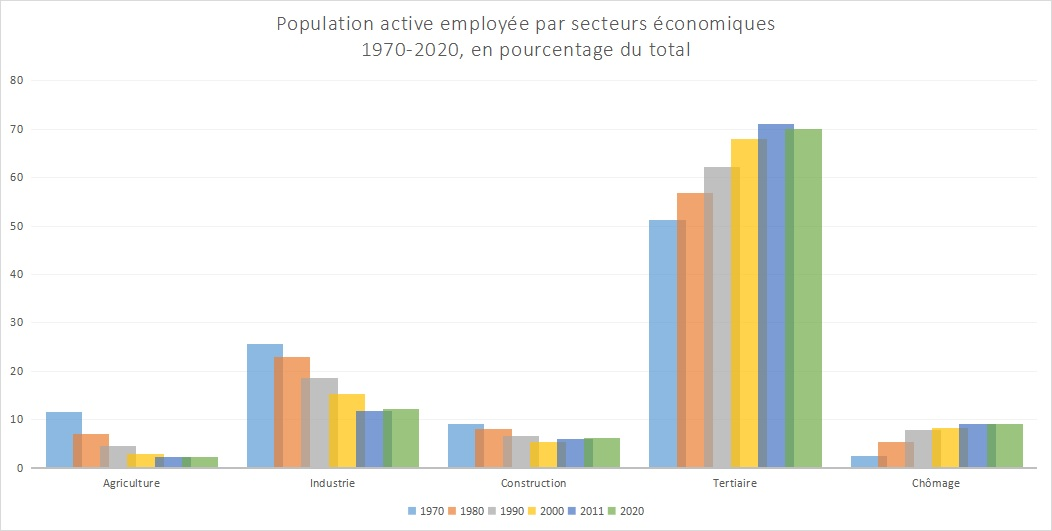
Variation en pourcentage de la population active employée par secteurs en France de 1970 à 2020.

### Dynamique récente
Entre 1990 et 2020, plus de 4,87 millions d'emplois salariés ont été créés en France. 
Au cours de ces trente années, la population active non salariée (indépendants, professions libérales) a retrouvé en 2020 son effectif de 1990 :
- 1990 : 3 039 000 ;
- 2000 : 2 310 000 ;
- 2010 : 2 555 000 ;
- 2020 : 3 103 000.

En 2020, 385 000 actifs non salariés sont occupés dans le secteur agricole, 157 000 dans le secteur industriel, 339 000 dans le secteur de la construction et 2 222 000 dans les activités du secteur tertiaire.
| Catégorie                                                                                    | 1990  | 2000  | 2010  | 2020  | variation |
| -------------------------------------------------------------------------------------------- | ----- | ----- | ----- | ----- | --------- |
| Fabrication d'autres produits industriels                                                    | 2480  | 2077  | 1527  | 1373  | -1107     |
| Fabrication d'équipements électriques, électroniques, informatiques, fabrication de machines | 646   | 585   | 437   | 398   | -248      |
| Fabrication de matériels de transport                                                        | 515   | 462   | 388   | 360   | -155      |
| Cokéfaction et raffinage                                                                     | 20    | 13    | 11    | 9     | -11       |
| Fabrication de denrées alimentaires, de boissons et de produits à base de tabac              | 581   | 600   | 573   | 602   | 21        |
| Activités immobilières                                                                       | 214   | 217   | 231   | 242   | 28        |
| Construction                                                                                 | 1446  | 1309  | 1505  | 1498  | 52        |
| Industries extractives, énergie, eau, gestion des déchets et dépollution                     | 331   | 364   | 373   | 385   | 54        |
| Activités financières et d'assurance                                                         | 702   | 728   | 814   | 852   | 150       |
| Transports et entreposage                                                                    | 1182  | 1338  | 1355  | 1402  | 220       |
| Information et communication                                                                 | 467   | 661   | 701   | 814   | 347       |
| Hébergement et restauration                                                                  | 610   | 799   | 956   | 989   | 379       |
| Autres activités de services                                                                 | 699   | 1103  | 1308  | 1181  | 482       |
| Commerce, réparation d'automobiles et de motocycles                                          | 2627  | 2946  | 3109  | 3217  | 590       |
| Activités scientifiques et techniques, services administratifs et de soutien                 | 1716  | 2584  | 2964  | 3503  | 1787      |
| Administration publique, enseignement, santé humaine et action sociale                       | 6077  | 7284  | 8050  | 8363  | 2286      |
| total                                                                                        | 20313 | 23070 | 24302 | 25188 | 4875      |

Les secteurs les plus créateurs d'emploi sur la période étant :
- activités des ménages en tant qu'employeurs de personnel domestique : 236 000 ;
- activités des sièges sociaux, conseil de gestion : 307 000 ;
- programmation, conseil et autres activités informatiques : 330 000 ;
- activités pour la santé humaine : 362 000 ;
- restauration : 373 000 ;
- hébergement médico-social et social : 431 000 ;
- commerce de détail, à l'exception des automobiles et des motocycles : 547 000 ;
- administration publique et défense, sécurité sociale obligatoire : 583 000 ;
- activités liées à l'emploi : 593 000 ;
- action sociale sans hébergement : 694 000.

### Part de l'emploi public
En France, en 2011, la population salariée travaillant dans la fonction publique était d'environ 5,5 millions de personnes.
- 73 % sont titulaires (4 015 000 personnes) ;
- 17 % non-titulaires (935 000 personnes) ;
- 6 % militaires (330 000 personnes) ;
- 2 % médecins (110 000 personnes) ;
- 1 % assistante maternelle (55 000 personnes) ;
- 1 % ouvrier d'État (55 000 personnes).

| Catégorie                                        | Nombre d'actifs employés en 1998 | Nombre d'actifs employés en 2011 | Nombre d'actifs employés en 2018 |
| ------------------------------------------------ | -------------------------------- | -------------------------------- | -------------------------------- |
| Fonction publique d’État                         | 2 506 704                        | 2 466 200                        | 2 470 283                        |
| Ministères                                       | 2 254 822                        | 1 969 000                        | 1 978 303                        |
| Établissements publics à caractère administratif | 251 881                          | 497 200                          | 491 980                          |
| Fonction publique territoriale                   | 1 005 364                        | 1 882 500                        | 1 915 415                        |
| Régions et départements                          | 177 271                          | 443 300                          | 443 300                          |
| Secteur communal                                 | 878 093                          | 1 439 200                        | 1 473 652                        |
| Fonction publique hospitalière                   | 873 758                          | 1 145 200                        | 1 178 622                        |
| Hôpitaux                                         | 828 789                          | 1 031 400                        | 1 031 429                        |
| Établissements médico-sociaux                    | 44 969                           | 113 800                          | 147 993                          |
| Total effectif                                   | 4 385 826                        | 5 493 900                        | 5 564 320                        |

### Demandeurs d'emploi
Au second trimestre 2022, 9,2 % des actifs agés de 15 à 64 ans sont inscrits comme demandeurs d'emploi en catégorie A en France (hors Mayotte). 
Le nombre de personnes déclarant n'avoir aucun emploi bien qu'ils en recherchent est de 3,16 millions, de plus 3 millions de personnes travaillent à temps partiel tout en recherchant un emploi, ou sont en formation, contrats aidés, stages ou dispensés de recherche par l'administration.
Ainsi, 21 % de la population active est en situation de non-emploi, ou de sous-emploi.
| Catégorie | T2 2022 métropole | T2 2022 DOM     | Définition                                                               |
| --------- | ----------------- | --------------- | ------------------------------------------------------------------------ |
| A         | 2 944 700         | 221 190         | Sans emploi                                                              |
| B         | 711 300           | 62 810          | Activité réduite (− de 78 heures dans le mois)                           |
| C         | 1 496 200         | 62 810          | Activité réduite (+ de 78 heures dans le mois)                           |
| D         | 349 000           | 32 000          | Stages, formation, maladie                                               |
| E         | 367 300           | 32 000          | Dispensés de recherche, contrats aidés, etc.                             |
| France    | Total : 5 868 400 | Total : 316 000 | Nombre total d'actifs demandeurs d'emploi déclarés en France : 6 184 400 |

En considérant comme population en âge de travailler toute la population de plus de 15 ans et une évaluation du nombre d'actifs non employés selon les critères dits 'au sens du BIT', le taux de chômage est de l'ordre de 7,4 %. C'est ce taux de chômage qui est généralement estimé et communiqué, après avoir corrigé les chiffres réels de l'effet des variations saisonnières (CVS) et des effets de jours ouvrables (CJO). 
De cette manière, au second trimestre 2022, alors que 3 166 000 actifs sont inscrits à Pôle emploi en catégorie A, seulement 2 265 000 personnes sont estimées par l'INSEE comme étant au chômage au sens du Bureau international du travail (BIT).
Ainsi, contrairement par exemple aux États-Unis , où le Bureau of Labor Statistics a standardisé six modes de quantifications pour le suivi des demandeurs d'emploi, il existe en France un biais de quantification possible selon les populations étudiées et le mode de collecte et de calcul des statistiques.

### Temps partiel
En 2017, l'emploi en temps partiel concerne 19,3 % des salariés (18,7 % en 2011), soit près de 4,2 millions de personnes. 8 salariés à temps partiel sur 10 sont des femmes et 9 sur 10 travaillent dans le tertiaire. De plus 16 % des salariés à temps partiel ont plusieurs emplois

### Part de l'immigration
Selon l'Insee et la DARES, la population active immigrée en France représente 2 892 150 personnes. La population active (plus de 18 ans) ayant un ou deux parents immigrés représente 3 174 430 personnes. L'ensemble de cette population issue de l'immigration récente représente 20,4 % des personnes en âge de travailler en France (soit plus de 1 sur 5).
La population immigrée est confrontée à un taux de chômage de l'ordre de 17,14 %, qui selon les sources est égal ou plus important pour les enfants d'immigrés. En 2017, le taux de chômage des étrangers non originaires de l’Union européenne (24 %) est 2,8 fois plus élevé que celui des personnes de nationalité française (9 %).
La Cour des comptes évalue la charge du coût de l'immigration à 6,6 milliards d'euros pour les contribuables en 2019, soit environ 240 euros par actif et par an.
| Origine                       | Immigrés  | Enfants d'immigrés (1 ou 2 parents) |
| UE                            | 1 272 450 | 2 690 000                           |
| ----------------------------- | --------- | ----------------------------------- |
| Espagne                       | 136 210   | 580 000                             |
| Italie                        | 148 990   | 880 000                             |
| Portugal                      | 517 090   | 450 000                             |
| Autre UE 27                   | 470 160   | 780 000                             |
| Hors UE                       | 3 006 890 | 1 800 000                           |
| Autre Europe                  | 161 280   | 160 000                             |
| Algérie                       | 556 140   | 640 000                             |
| Maroc                         | 568 980   | 310 000                             |
| Tunisie                       | 207 460   | 180 000                             |
| Autre Afrique                 | 602 100   | 200 000                             |
| Turquie                       | 215 100   | 80 000                              |
| Cambodge, Laos, Vietnam       | 140 180   | 90 000                              |
| Autre Asie                    | 315 950   | 80 000                              |
| Amérique Océanie              | 239 700   | 60 000                              |
| Total en âge de travailler    | 4 279 340 | 4 490 000                           |
| Dont : Actifs ayant un emploi | 2 892 150 | 3 174 430                           |
| Actifs sans emploi            | 506 126   | 555 525                             |
| Inactifs                      | 1 387 190 | 1 315 570                           |

### Catégories socioprofessionnelles
En 2021, sur le plan des catégories socioprofessionnelles,, des différences selon le genre existent : les hommes sont plus souvent des ouvriers et les femmes sont plus souvent des employés.
| Catégorie socioprofessionnelle            | Femmes | Hommes | Ensemble |
| ----------------------------------------- | ------ | ------ | -------- |
| Agriculteurs                              | 0,8    | 2,2    | 1,5      |
| Artisans, commerçants, chefs d'entreprise | 4,1    | 8,8    | 6,5      |
| Cadres                                    | 18,7   | 24,3   | 21,6     |
| Professions intermédiaires                | 27,2   | 22,4   | 24,7     |
| Employés                                  | 41,1   | 11,9   | 26,2     |
| Ouvriers                                  | 7,7    | 30,0   | 19,1     |
| Ensemble                                  | 100,0  | 100,0  | 100,0    |

Indépendamment de leur origine géographique, les immigrés exerçant un emploi sont plus souvent des ouvriers que le reste de la population. Cependant, en France, cette particularité n'existe plus pour les descendants d'immigrés.
| en %                                 | Agriculteurs, artisans, commerçants et chefs d'entreprise | Cadres | Professions intermédiaires | Employés | Ouvriers |
| ------------------------------------ | --------------------------------------------------------- | ------ | -------------------------- | -------- | -------- |
| Ensemble des immigrés                | 8,6                                                       | 18,7   | 15,6                       | 30,0     | 27,1     |
| Ensemble des descendants d'immigrés  | 6,7                                                       | 20,1   | 25,1                       | 29,2     | 18,9     |
| Personnes sans ascendance migratoire | 7,8                                                       | 22,1   | 26,3                       | 25,6     | 18,3     |
| Ensemble de la population            | 7,8                                                       | 21,5   | 25,0                       | 26,4     | 19,3     |

La population active occupée appartenant à la tranche d'âge des 15/24 ans est la plus susceptible d'occuper un emploi d'ouvrier ou d'employé.
| en %                                      | 15-24 ans | 25-49 ans | 50 ans ou plus | Ensemble |
| ----------------------------------------- | --------- | --------- | -------------- | -------- |
| Agriculteurs                              | 0,5       | 1,1       | 2,6            | 1,5      |
| Artisans, commerçants, chefs d'entreprise | 1,7       | 6,2       | 8,4            | 6,5      |
| Cadres                                    | 8,5       | 23,2      | 22,1           | 21,6     |
| Professions intermédiaires                | 22,5      | 26,7      | 21,7           | 24,7     |
| Employés                                  | 36,5      | 24,4      | 26,7           | 26,2     |
| Ouvriers                                  | 28,8      | 18,1      | 18,0           | 19,1     |
| Ensemble                                  | 100,0     | 100,0     | 100,0          | 100,0    |